# أيمن بن توفيق المؤيد
أيمن بن توفيق عبد الرحمن المؤيد (وُلد في 10 أكتوبر 1982 في البحرين) هو دبلوماسي بحريني، يتولى حاليًا منصب الأمين العام للمجلس الأعلى للشباب والرياضة بمرسوم ملكي رقم (71) لسنة 2022 وذلك بتاريخ 21 نوفمبر 2022. وقد كان وزير شؤون الشباب والرياضة السابق في البحرين في 4 ديسمبر 2018 ليكون أصغر عضو في مجلس الوزراء البحريني آنذاك، حتى 21 نوفمبر 2022.

## التعليم وحياته المهنية
نال أيمن المؤيد بكالوريس القانون (ليسانس الحقوق) من جامعة كينت في المملكة المتحدة في عام 2003. في حين نال درجة الماجستير في إدارة الأعمال من جامعة كامبريدج - كلية جادج للأعمال في المملكة المتحدة عام 2010.
وهو المؤسس ومساهم في شركة المؤيد القابضة والتي تركز على التقاضي والاستشارات التجارية والخدمات الاستشارية الاستراتيجية.

## المناصب

### وزير شؤون الشباب والرياضة
عين وزيرًا لوزارة شؤون الشباب والرياضة في البحرين في 4 ديسمبر 2018 ليكون أصغر عضو في مجلس الوزراء البحريني، حتى 21 نوفمبر 2022.

### مناصب أخرى
- رئيس مجلس ادارة الشركة العربية لبناء و إصلاح السفن (أسري)
- رئيس مجلس إدارة هيئة جودة التعليم والتدريب
- رئيس مجلس إدارة صندوق الأمل
- عضو في المجلس الأعلى للشباب والرياضة
- عضو في المجلس الأعلى للصحة
- عضو في المجلس الأعلى لتطوير التعليم والتدريب
- عضو اللجنة الوزارية للشؤون القانونية والتشريعية
- عضو اللجنة الوزارية للشؤون الاجتماعية والاتصالات والإعلان والشباب
- عضو اللجنة الوطنية لمكافحة المخدرات
- عضو لجنة متابعة تنفيذ الخطة الوطنية لتعزيز الانتماء الوطني وترسيخ قيم المواطنة
- عضو مجلس أمناء جامعة البحرين
- عضو مجلس تنمية المؤسسات الصغيرة والمتوسطة
- عضو لجنة دراسة وتطوير التشريعات لمواكبة متطلبات التنمية المستدامة
- عضو فريق عمل تنمية الإيرادات العامة واشراك القطاع الخاص في تقديم الخدمات الحكومية

### مناصب سابقة
- وزير شؤون الشباب والرياضة
- رئيس مجلس إدارة شركة المؤيد جيمبرز للاستشارات والشركات التابعة
- عضو في بورصة البحرين
- عضو في هيئة الرقابة في فنادق كمبينسكي

## مؤلفاته
- قوانين مملكة البحرين التجارية (2021)[5]